# 真南路
真南路是中華人民共和國204國道的起點部分，位於上海市普陀區和嘉定區境內，起點為交通路，終點至嘉閔高架路與翔江公路相接。該道路最初在1932年時作為軍用便道使用。1935年軍用便道成為錫滬公路的一部分。1987年新建南翔朱家宅至滬宜公路的鶴翔路。1993年撤銷鶴翔路，將滬宜公路的一部分與鶴翔路合併為真南路。真南路1550号為上海橡胶厂旧址。上海橡胶厂於1952年建立筹备处，1954年建厂,1955年建成投产。办公楼前方的毛泽东像,于1954年与办公楼一起落成。